# سيلينة مخططة
السيلينة المخططة (باللاتينية: Silene striata) نوع نباتي يتبع جنس السيلينة من الفصيلة القرنفلية.

## الموئل والانتشار
موطنها بلاد الشام.